# Pierre-Alain Frau
Pour les articles homonymes, voir Frau et PAF.
Pierre-Alain Frau (surnommé « PAF »), né le 15 avril 1980 à Montbéliard, est un footballeur français  évoluant au poste d'attaquant de 1997 à 2014.

## Biographie

### Carrière de joueur

#### FC Sochaux-Montbéliard
Formé au FC Sochaux-Montbéliard (il est finaliste du championnat de France des moins de 17 ans en 1998), Pierre-Alain Frau évolue pendant sept saisons avec l'équipe fanion franc-comtoise. Il devient international chez les espoirs en 2001 et échoue en finale du Championnat d'Europe espoirs aux tirs au but l'année suivante. 
Il signe sa meilleure saison en 2003-2004 en inscrivant 17 buts en 36 matchs de Ligue 1, 4 buts en 5 matchs de Coupe UEFA et 2 buts en Coupe de la Ligue. Cette saison est d'ailleurs marquée par le gain de cette dernière compétition, après la finale perdue un an plus tôt.

#### Olympique lyonnais
Après cette saison pleine, "PAF" est recruté par l'Olympique lyonnais, champion de France en titre. Il est même convoqué par Raymond Domenech pour rejoindre l'équipe de France, mais il ne connaît pas la joie d'une première sélection. À Lyon, il accroche deux titres de champion de France, mais le second a un goût plutôt amer : relégué sur le banc de touche, il ne dispute que quatre matchs de championnat entre juillet et décembre 2005. Il est alors prêté pour six mois au RC Lens où il marque 5 buts en 20 matchs.

#### Paris Saint-Germain
En juillet 2006, il quitte Lyon pour le Paris SG, où il signe un contrat de quatre ans, notamment attiré par la présence de son ancien entraîneur Guy Lacombe. Dès son premier match, contre le FC Lorient, il est auteur d'un but, mais son équipe s'incline finalement 3-2. Ses débuts sont plutôt encourageants dans un rôle de soutien de Pauleta en attaque, ces deux joueurs paraissant être, au regard de leur style de jeu, plutôt complémentaires. Mais lors de la 9e journée de championnat face à Sedan, à la suite d'un tacle qui blesse Stéphane Noro toute la saison, Frau est suspendu pour quatre mois par la LFP. Après son retour, il ne parvient pas à retrouver la confiance. Finalement, en 18 mois au PSG, Frau n'inscrit que 4 buts en Ligue 1.

#### Lille OSC
Le 1er janvier 2008, il signe un contrat de 3 ans et demi avec le LOSC où il tarde d'abord à s'imposer, malgré un but important contre le RC Lens lors du derby nordiste. Le début de saison 2009-2010 semble être celui du retour au haut niveau du joueur, puisqu'il inscrit 5 buts lors de ses 7 premiers matchs de championnat. Sur les 18 derniers mois, il inscrit 24 buts toutes compétitions confondues. Il est notamment buteur en Ligue Europa face au Fenerbahçe et au PSV Eindhoven. Ce but contre le PSV est le 100e du club nordiste en coupes d'Europe (C1, C3 et C4 confondues). Cependant, son contrat n’est pas reconduit à l’issue de la saison 2010-2011.

##### SM Caen
En contact avec plusieurs clubs de Ligue 1, Frau signe le 13 juillet 2011 un contrat de 3 ans en faveur du Stade Malherbe de Caen. Il marque son premier but avec le Stade Malherbe contre un de ses anciens clubs le FC Sochaux-Montbéliard, lors de la deuxième journée de Ligue 1, le 13 août 2011. Il permet ainsi aux Caennais de signer leur première victoire (1-2) à l'extérieur lors de la saison 2011-2012.
Cependant, sa saison est décevante et les résultats attendus de lui sont insuffisants. Il ne marque que six buts lors de cette saison et il ne pourra sauver le club de la relégation en Ligue 2.

#### Al-Wakrah SC
À la suite de la descente en Ligue 2 de Caen, les dirigeants du club normand décident de se séparer de Frau. Un temps annoncé à Bastia, il s'engage finalement avec le Al-Wakrah SC entraîné par Mehmet Bazdarevic. Le club le place sur la liste des transferts en janvier 2013 en raison d'un faible rendement.

#### FC Sochaux-Montbéliard
Libre depuis son départ d'Al Wakrah, Pierre-Alain Frau s'engage jusqu'à la fin de la saison avec Sochaux, son club formateur où il s'entraînait depuis son retour en France, son objectif étant d'aider le club à se maintenir en Ligue 1. Il échoue dans sa mission, ne disputant qu'une poignée de matchs, et décide de prendre sa retraite le 25 septembre 2014.

### Carrière d'entraîneur
Après avoir été responsable des U15 du FCSM, il est nommé le 8 juin 2017 entraîneur-adjoint au sein du nouveau staff technique de Peter Zeidler pour la saison 2017-2018. En avril 2022, après deux ans de formation au CNF Clairefontaine, il est diplômé du brevet d'entraîneur formateur de football (BEFF).
À la suite de la mise à pied de l'entraîneur Olivier Guégan le 17 Mai 2023, faisant suite aux mauvaises performances concédées par le FC Sochaux, il assure l'intérim en tant qu'entraîneur en binôme avec Sylvain Monsoreau.

## Statistiques
| Saison                | Club                   | Championnat           | Championnat | Championnat | Championnat | Coupe(s) nationale(s) | Coupe(s) nationale(s) | Coupe(s) nationale(s) | Compétition(s) continentale(s) | Compétition(s) continentale(s) | Compétition(s) continentale(s) | Compétition(s) continentale(s) | Total | Total | Total |
| Saison                | Club                   | Division              | M.          | B.          | P.d.        | M.                    | B.                    | P.d.                  | Comp.                          | M.                             | B.                             | P.d.                           | M.    | B.    | P.d.  |
| 1997-1998             | FC Sochaux-Montbéliard | Division 2            | 3           | 1           | -           | -                     | -                     | -                     | -                              | -                              | -                              | -                              | 3     | 1     | 0     |
| 1998-1999             | FC Sochaux-Montbéliard | Division 1            | 20          | 1           | 1           | 4                     | 1                     | -                     | -                              | -                              | -                              | -                              | 24    | 2     | 1     |
| 1999-2000             | FC Sochaux-Montbéliard | Division 2            | 31          | 5           | -           | 4                     | 4                     | -                     | -                              | -                              | -                              | -                              | 35    | 9     | 0     |
| 2000-2001             | FC Sochaux-Montbéliard | Division 2            | 29          | 12          | -           | 3                     | 1                     | -                     | -                              | -                              | -                              | -                              | 32    | 13    | 0     |
| 2001-2002             | FC Sochaux-Montbéliard | Division 1            | 29          | 14          | 7           | 3                     | 1                     | -                     | -                              | -                              | -                              | -                              | 32    | 15    | 7     |
| 2002-2003             | FC Sochaux-Montbéliard | Ligue 1               | 26          | 9           | 4           | 6                     | 3                     | -                     | CI                             | 5                              | 3                              | -                              | 37    | 15    | 4     |
| 2003-2004             | FC Sochaux-Montbéliard | Ligue 1               | 36          | 17          | 7           | 5                     | 2                     | -                     | C3                             | 5                              | 4                              | -                              | 46    | 23    | 7     |
| 2004-2005             | Olympique lyonnais     | Ligue 1               | 32          | 7           | 4           | 5                     | 0                     | -                     | C1                             | 8                              | 2                              | -                              | 45    | 9     | 4     |
| 2005-2006             | Olympique lyonnais     | Ligue 1               | 4           | 0           | 1           | 2                     | 0                     | -                     | -                              | -                              | -                              | -                              | 6     | 0     | 1     |
| 2005-2006             | RC Lens (prêt)         | Ligue 1               | 20          | 5           | 1           | 2                     | 0                     | -                     | C3                             | 2                              | 1                              | -                              | 24    | 6     | 1     |
| 2006-2007             | Paris Saint-Germain    | Ligue 1               | 25          | 3           | 3           | 5                     | 0                     | -                     | C3                             | 6                              | 3                              | -                              | 36    | 6     | 3     |
| 2007-2008             | Paris Saint-Germain    | Ligue 1               | 11          | 1           | -           | 2                     | 0                     | -                     | -                              | -                              | -                              | -                              | 13    | 1     | 0     |
| 2007-2008             | Lille OSC              | Ligue 1               | 12          | 2           | -           | 2                     | 0                     | -                     | -                              | -                              | -                              | -                              | 14    | 2     | 0     |
| 2008-2009             | Lille OSC              | Ligue 1               | 20          | 1           | 1           | 1                     | 1                     | -                     | -                              | -                              | -                              | -                              | 21    | 2     | 1     |
| 2009-2010             | Lille OSC              | Ligue 1               | 34          | 13          | 2           | 2                     | 0                     | -                     | C3                             | 9                              | 3                              | -                              | 45    | 16    | 2     |
| 2010-2011             | Lille OSC              | Ligue 1               | 29          | 5           | 1           | 5                     | 0                     | -                     | C3                             | 9                              | 4                              | -                              | 43    | 9     | 1     |
| 2011-2012             | SM Caen                | Ligue 1               | 32          | 6           | 1           | -                     | -                     | -                     | -                              | -                              | -                              | -                              | 32    | 6     | 1     |
| 2012-2013             | Al-Wakrah SC           | Qatar Stars League    | 20          | 5           | -           | -                     | -                     | -                     | -                              | -                              | -                              | -                              | 20    | 5     | 0     |
| 2013-2014             | FC Sochaux-Montbéliard | Ligue 1               | 7           | 0           | -           | -                     | -                     | -                     | -                              | -                              | -                              | -                              | 7     | 0     | 0     |
| Total sur la carrière | Total sur la carrière  | Total sur la carrière | 420         | 107         | 33          | 51                    | 13                    | -                     | -                              | 44                             | 20                             | -                              | 515   | 140   | 33    |

## Palmarès

### En club
- Champion de France en 2005, 2006 avec l'Olympique lyonnais et en 2011 avec le Lille OSC
- Vainqueur de la Coupe de France en 2011 avec le Lille OSC
- Vainqueur de la Coupe de la Ligue en 2004 avec le FC Sochaux-Montbéliard
- Vainqueur du Trophée des Champions en 2004 et 2005 avec l'Olympique lyonnais
- Champion de France de Division 2 en 2001 avec le FC Sochaux-Montbéliard
- Finaliste de la Coupe de la Ligue en 2003 avec le FC Sochaux-Montbéliard
- Finaliste du Trophée des Champions en 2006 avec le Paris Saint-Germain

### En sélection
- Finaliste du Championnat d'Europe des Nations Espoirs en 2002